# Hogenhof
Hogenhof was een havezate in het Nederlandse dorp Welsum, provincie Overijssel. Van de havezate zijn alleen ondergronds restanten bewaard gebleven. 

## Geschiedenis
In de 15e eeuw verscheen het goed 'overste hof' in de leenboeken van de heer van Dorth. Claes van Wijnbergen hield het goed in 1444 in leen, Zweder van Wijnbergen in 1460. Eind 15e eeuw zou het goed in handen komen van Willem van Sweten, schepen te Deventer, die het aan zijn dochter Margriet naliet. Zij was getrouwd met de Deventerse schout Johan Ulger en liet de Hogenhof na aan hun dochter Catharina.

### Van Doetinchem
Catharina Ulger (†1544) trouwde met Willem van Doetinchem (†1558), schout van Deventer en telg uit het adellijke geslacht Van Doetinchem. Hun zoon Reinier werd eveneens schout van Deventer en erfde van zijn ouders de Hogenhof. In 1571 stopte Reinier met zijn schoutambt en liet op de Hogenhof een adellijk huis neerzetten waar hij vervolgens in ging wonen. De Hogenhof bood Reinier de mogelijkheid om lid te worden van de ridderschap en deel te nemen aan de landdag. Hij overleed in 1581, waarna zijn weduwe Swene op de Hogenhof bleef wonen. In 1583 werd hun oudste zoon Engelbert met de Hogenhof beleend, maar vanwege zijn overlijden in 1587 ging het goed uiteindelijk naar zijn broer Willem.
In 1617 overleed Willem en de Hogenhof kwam nu in bezit van zijn zoon Engelbert (†1662), die trouwde met Heyle Boldewijns. Engelbert wist in 1641 voor zichzelf en zijn gezin het burgerschap van Deventer te verkrijgen, maar verloor daarmee wel zijn recht als riddermatige deel te nemen aan de landdagen.
Engelberts zoon Willem van Doetinchem deed in de jaren 1661-1663 pogingen om wederom tot de ridderschap te worden toegelaten. Het was voor hem niet moeilijk om zijn riddermatige afkomst aan te tonen, maar het bleek lastiger om de Hogenhof als havezate erkend te krijgen. Uiteindelijk lukte dit, waardoor hij in 1663 lid werd van de ridderschap. Wel was er een voorwaarde gesteld: zijn opvolger diende te trouwen met een telg uit een riddermatig geslacht. Willem zelf was in 1654 overigens gehuwd met een burgermeisje, Hendrikje Arends, dochter van een wijnkoper.
Zoon Herman werd in 1680 vanwege de Hogenhof verschreven voor de landdag. Vijf jaar later huwde hij Anna Geertruid van der Beecke, met wie hij ging wonen op de havezate Krijtenberg. In 1691 kocht Herman de huisraad en het vee van de Hogenhof over van zijn vader, kennelijk met het doel om op de Hogenhof te gaan wonen. In 1693 overleed Herman en hij werd opgevolgd door zijn broer Woltger. 
Woltger van Doetinchem was luitenant-kolonel en trouwde met Wilhelmina Margaretha van Coeverden van Rande. Dankzij de Hogenhof kon Woltger toegang krijgen tot de ridderschap. De waarde van de havezate nam blijkbaar snel af, want in 1737 verkocht zijn weduwe Wilhelmina uit voorzorg de havezate aan haar broer Christoffel (1695-1765). Hij verhuurde de havezate en bleef zelf op Rande wonen. Zijn zoon Christiaan verkocht de Hogenhof in 1767 aan Jan de Vos van Steenwijk. 

### De Vos van Steenwijk
Jan de Vos van Steenwijk (1713-1779) had meerdere bezittingen, zoals Nijerwal, Havixhorst en kasteel Nederhorst den Berg. Hij bezat tevens enkele Zeeuwse heerlijkheden en was van 1741 tot 1759 gedeputeerde in de Staten-Generaal. Dankzij de aankoop van de Hogenhof verkreeg hij in 1770 toegang tot de ridderschap en daarmee tot de Staten van Overijssel. Hij werd hier medestander van de patriot Johan Derk van der Capellen.  

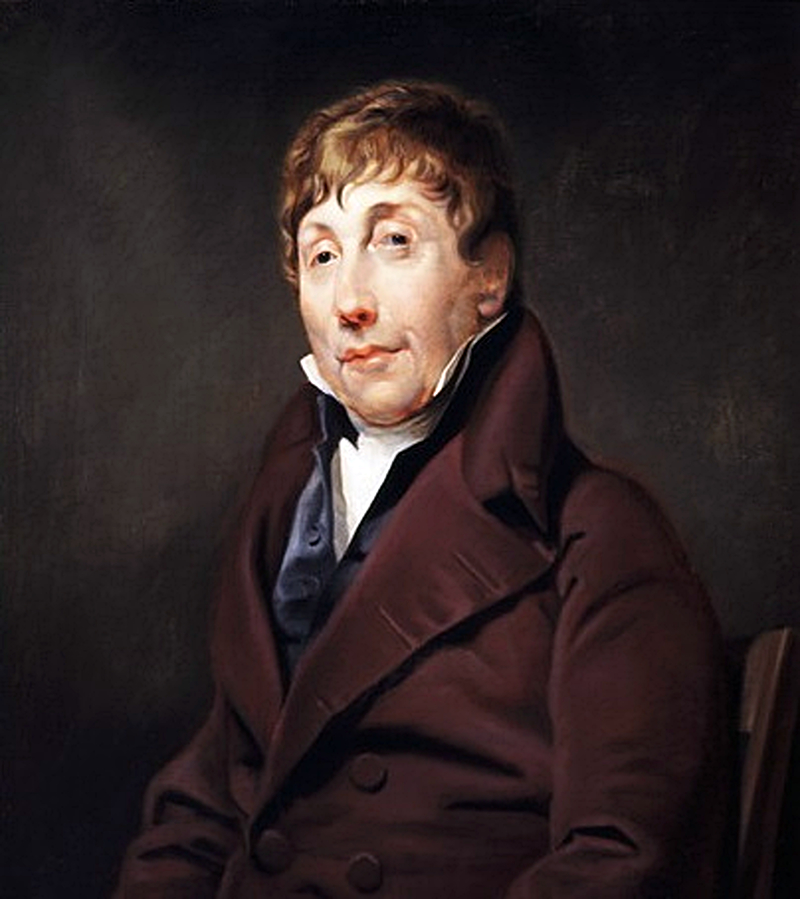
Carel de Vos van Steenwijk

Na het overlijden van Jan de Vos van Steenwijk in 1779 kreeg zijn zoon Godert Willem (1747-1830) de Hogenhof in bezit. Een jaar later werd hij lid van de ridderschap, maar in 1785 verkocht hij de havezate aan zijn broer Reint Hendrik. Uiteindelijk kwam de havezate bij een andere broer terecht, Carel de Vos van Steenwijk (1759-1830), die het in de Franse Tijd zou schoppen tot rijksbaron. Carel werd later ook nog lid van de Eerste Kamer. 
Na Carels overlijden in 1830 bleef de Hogenhof in bezit van zijn weduwe. Zij besloot in 1835 echter om het goed publiekelijk te veilen. Op dat moment was het woonhuis al verdwenen en ging het alleen nog om de grond met de oude huisplaats, een bakhuis en het recht van collatie voor de predikant en koster van Olst. De gronden met bebouwing werden door landbouwer Gerrit van Voorst gekocht, het collatierecht door Hans Christoffel Thomassen à Thuessink. 
Gerrit van Voorst was in 1823 getrouwd met Janna Maria Voorhorst en kreeg met haar drie kinderen. De Hogenhof kwam uiteindelijk geheel in handen van dochter Aaltje, die met Gerrit Kluin was getrouwd. Hun vijf kinderen zouden de Hogenhof erven, waardoor het goed in 1919 verdeeld raakte. De boerenwoning met tuin en boomgaard kwam in bezit van zoon Gerrit Jan Kluin, die er met zijn eigen zoon een bouwbedrijf vestigde. 

### Opgraving
In 2009 werd bij graafwerkzaamheden door de bewoner een waterput en een deel van de fundering van de havezate aangetroffen. Uit het hiernavolgende archeologisch onderzoek kwam naar voren dat zou gaan om de fundering van de noordelijke gevel van de havezate.  

## Beschrijving
De havezate Hogenhof lag ten westen van de IJssel in het dorp Welsum. Het in de 15e eeuw genoemde 'overste hof' zal toen niet meer dan een boerderij met opslagplaatsen zijn geweest. In waarschijnlijk 1571 werd op het goed een stenen woonhuis gebouwd. In 1617 werd dit huis omschreven als een adellijke woning die tevens kon dienen ter bescherming van het veer bij Welsum.
Bij de verkoop in 1767 omvatte de Hogenhof een woonhuis, tuinen, boomgaard, bossen, landerijen, een erve en een katerstede. Ook het mede-collatierecht van de predikant te Olst behoorde tot de havezate. Verder had de eigenaar visrechten in de IJssel en recht op een zitbank in de kerk van Olst.
Er zijn geen aanwijzingen dat de havezate over een slotgracht beschikte.
Begin 19e eeuw zal het 16e-eeuwse woonhuis zijn afgebroken, waarna de Hogenhof nog slechts een boerenerf was.
Ahnem · Den Alerdinck · Arendshorst · Arkelstein · Averbergen · Beerze · Den Berg · Bergentheim · Blankena · Borgele · Boskamp · Boxbergen · Bredenhorst · Buckhorst · Campherbeek · Collendoorn · Den Dam · Dieze · Dingshof · Den Doorn · Hof te Dorth · Eerde · Egede · De Gelder · Gerner · Glinthuis · Gramsbergen · De Groote Scheere · De Grote Weede · De Haere · Haerst · Hagenvoorde · Heemse · Herxen · Hoenlo · Hofstede · 't Hogeholt · Hogenhof · 't Hoogehuis · Junne · Kranenburg · Krijtenberg · De Kuile · Het Laar · Langeveldslo · Leemcule · Luttenberg · Melenhorst · Mennigjeshave · Nijenhuis · Oosterveen · Den Ordel · De Pol · Pothof · Rande · Rechteren · Het Reelaer · Rhaan · Rollecate · Rutenberg · Schoonheten · Schuilenburg · Vechterweerd · Velner · Venebrugge · Verborg · Voorst · Vrieswijk · Werkeren · Westerveld · Windesheim · Wittenstein · Wolfshagen · Zuthem
Den Aalshorst · Den Alerdinck · Huis Almelo · Arkelstein · Averbergen · Azoelen · Backenhagen · Bellinckhof · Den Berg · Huis Bergentheim · Beugelskamp · Beverfeurde · Blankena · Hof te Boekelo · Borgbeuningen · Havezate Boskamp · Boxbergen · Havezate Brecklenkamp · Bredenhorst · Buckhorst · Campherbeek · Colckhof · Den Dam · Huis Diepenheim · Dingshof · Dubbelink · Kasteel Eerde · Egede · Havezate Elsen · Everlo · Landgoed Frieswijk · Glinthuis · Huis Gramsbergen · Grimberg · Grotenhuis · De Haere · Haerst · Hagmeule · Slot Hardenberg · Huis Heeckeren · Huis Hengelo · Herxen · Hofstede · Hogenhof · Hondeborg · Katenhorst · Kevelham · Kranenburg · De Kuile · Het Laar · Leemcule · Luttenberg · Mataram · Mennigjeshave · Nijenhuis (Diepenheim) · Nijenhuis (Olst-Wijhe) · Oldemeule · Olidam · Oosterhof · Huis te Ootmarsum · Den Ordel · Pekkedam · Pothof · Rande · Kasteel Rechteren · Het Reelaer · Rhaan · Rutenberg · Huis Saasveld · Havezate Schoonheten · Havezate Schuilenburg · Singraven · Stoevelaar · Kasteel Toutenburg · Twickel · Vechterweerd · Venebrugge · Kasteel Voorst · Warmelo · Wegdam · Weldam · Weleveld · Huis Werkeren · Westerflier · Wittenstein · Zuthem